# バビルサ属
バビルサ属（バビルサぞく、Babyrousa）は、偶蹄目（鯨偶蹄目）イノシシ科に分類される属。現生群では本属のみでバビルサ族（Babyrousini）を構成する。

## 分布
インドネシアのスラウェシ島、トギアン諸島、スラ諸島、ブル島
かつてはスラウェシ島の全域に広く分布していたが、19世紀中頃に南部では絶滅した。21世紀初頭にはスラウェシ島中部・東部・南東部・北部（ミナハサ半島）から知られており、ミナハサ半島北東部・レンベ島・ムナ島・ブトゥン島では絶滅した可能性がある。スラ諸島でも現生するのはタリアブ島とマンゴレ島の2島で、Sulabesi島（旧サナナ島）では絶滅した。トギアン諸島ではバトゥダカ島・トギアン島・タラタコ島・マレンゲ島に分布する。

## 形態

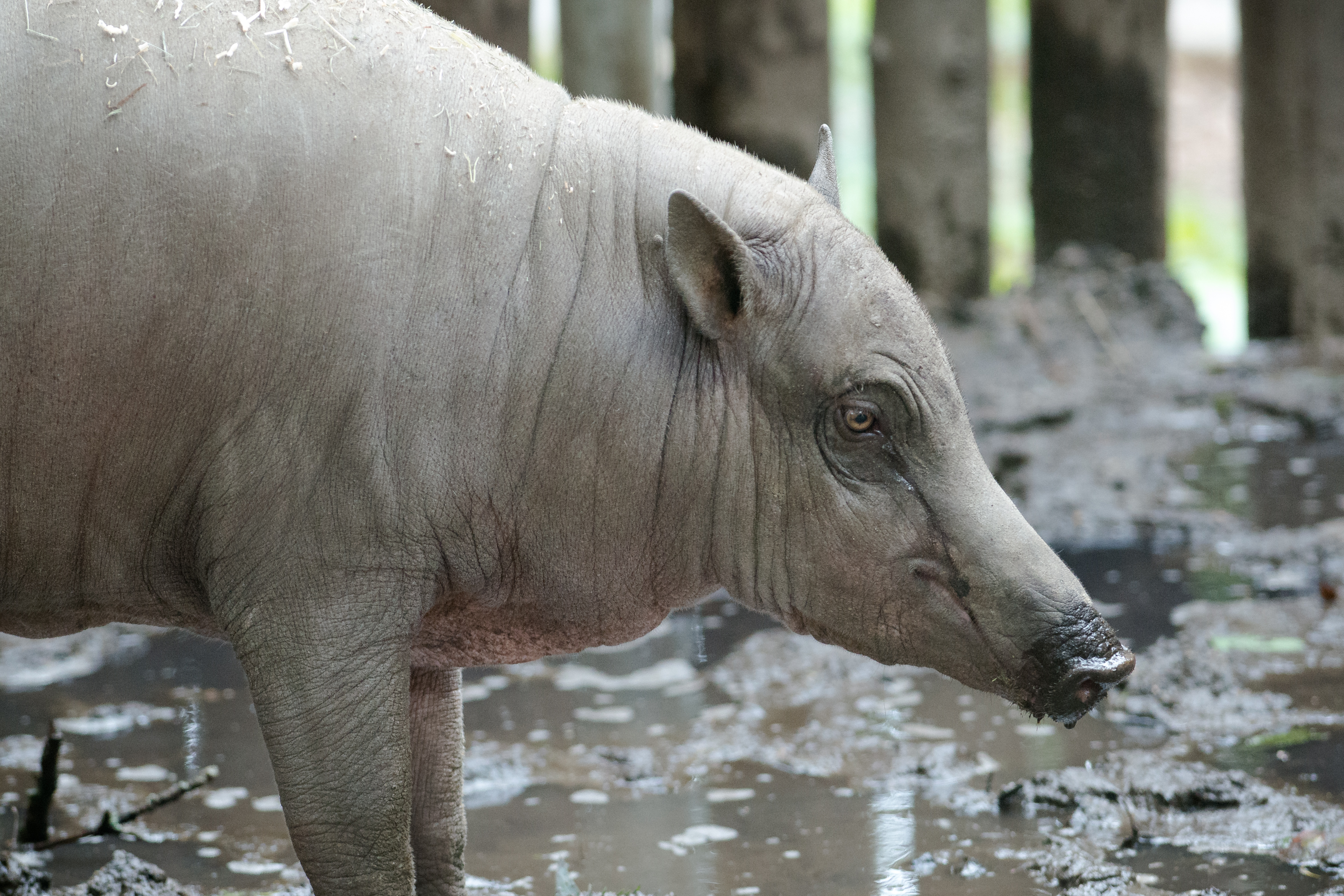
メスには牙がない（セレベスバビルサ）

頭胴長（体長）87 - 110センチメートル、尾長20 - 32センチメートル、肩高65 - 80センチメートル、体重60 - 100キログラム。模式種のバビルサはセレベスバビルサより小型で、トギアンバビルサはより大型になる。メスはオスより小さい。皮膚は粗く灰褐色で、灰色または黄色の剛毛がまばらに生えるが、模式種のバビルサは比較的長い体毛で密に覆われる。顔面に疣はなく、耳介は小さい。乳頭は1対。
成獣のオスの犬歯、すなわち牙は上下ともに細長く発達する。上顎の犬歯は上方に突出して皮膚を貫通し、顔面側に湾曲する。犬歯の成長方向や曲率には個体差があり、顔面に到達した先端が頭骨を侵食することもある。牙は脆く、オス同士の闘争で使用されることはほとんどない。

## 分類
漸新世にイノシシ科の他属との共通祖先から分かれたと考えられており、本属のみでバビルサ亜科Babyrousinaeを構成する説もあるが、1997年および2005年の分類体系ではバビルサ族としてイノシシ亜科に含まれている。以前は1属1種の単型と考えられていたが、1980年に4亜種に整理され、2001年および2002年にバビルサの亜種をそれぞれ独立種として分割する説が提唱された。ボラバツバビルサは絶滅種とされ、スラウェシ島南部の洞窟や岩陰遺跡から発見された頭骨のみが知られている。現生するスラウェシ島中部・東部・南東部の個体群の分類学的位置は未決定となっており、2016年のIUCNレッドリストでは北部に分布するセレベスバビルサと便宜上同種として扱われている。
以下の分類・英名は、Grubb (2005) に従う。和名は、川田ら (2018) に従う。
- Babyrousa babyrussa バビルサ Buru babirusa
- Babyrousa bolabatuensis† ボラバツバビルサ Bola Batu babirusa
- Babyrousa celebensis セレベスバビルサ North Sulawesi babirusa
- Babyrousa togeanensis トギアンバビルサ Malenge babirusa

## 生態
川岸や池の周辺の熱帯雨林に生息する。最大8頭の群れを形成し、日中に活動する。
雑食性で、葉・茎根・木の実などの植物質のほか、虫や小型哺乳類などの小動物を食べる。飼育下では、成獣が非血縁の幼獣を共食いする例も報告されている。幼獣の天敵としてアミメニシキヘビ・インドニシキヘビ・セレベスパームシベットがあり、成獣を含めるとヒトが挙げられる。
年に2回繁殖し、妊娠期間は125 - 150日または155 - 158日で、最大171日。1回に1頭から2頭、まれに3頭の幼獣を産む。飼育下では、生後5か月から10か月で性成熟に達する。寿命は最大24年。

## 人間との関係
バビルサ（バビルーサ、babirusa）という呼称は現地語に由来する。babiは「ブタ」、rusaは「シカ」の意があり、特徴的な犬歯をシカの角になぞらえたことに因む。現地では食用とされるほか、頭骨が旅行者への土産品として利用されている。狩猟圧や森林伐採による生息地の消失で生息数は減少している。保護動物として保護区が設定されているが、依然として密猟が行われている。